# 標準軌
標準軌（ひょうじゅんき、スタンダードゲージ、英語: standard gauge）は、鉄道線路の軌間、すなわちレール頭頂部の内側の間隔が1435ミリメートル（4フィート8 1/2インチ）であるものを指す。ただし軌間の多少の差異は実用上あまり問題にならないため、レールウェイ・ガゼット・インターナショナルの統計では軌間1432 mmから1445 mmを標準軌としている。
ヨーロッパ、北アメリカ、東アジアを中心に、世界で最も普及している軌間であり、20世紀末の時点では全世界の鉄道の約6割が標準軌である。標準軌より広い軌間を広軌、狭いものを狭軌と呼ぶ。

## 標準軌の起源

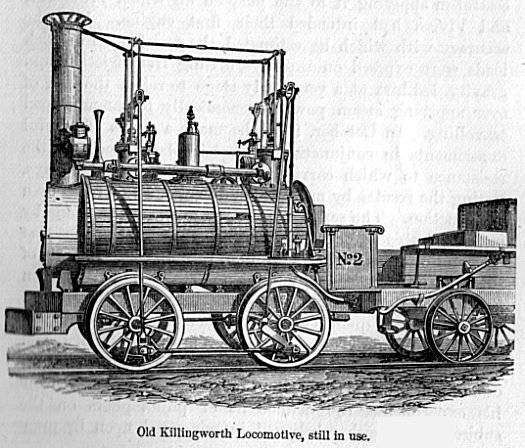
キリングワースの機関車

標準軌の起源は、北東イングランドのキリングワース炭鉱で用いられていた馬車軌道の軌間である。1814年にジョージ・スティーヴンソンがこの炭鉱鉄道のために蒸気機関車を製造した。スティーブンソンはその後他の炭鉱向けにも機関車を製造し、1823年にはロバート・スチーブンソン・アンド・カンパニーを設立したが、ここで製造された機関車も同じ軌間で設計されていた。スティーブンソンは、各地の鉄道で同じ軌間を使ったほうが機関車や諸設備の量産に都合がよく、また将来これらの鉄道が相互に接続された時にも便利であると考えていた。1825年にストックトン・アンド・ダーリントン鉄道で公共用の鉄道として初めて蒸気機関車が使われ、1830年には世界初の蒸気機関車による旅客用鉄道であるリバプール・アンド・マンチェスター鉄道が開業した。これらの鉄道でもスティーブンソンの機関車が用いられた。
キリングワース炭鉱の軌道の間隔は、当時の北東イングランドで一般的だった馬車の車輪の間隔と一致している。馬車の車輪間隔は、他の車両のつけた轍に沿って走れるように地域ごとに統一される傾向がある。馬車軌道の車両は通常の馬車をそのまま流用したため、軌間もこれによって決まった。なおキリングワースの車輪間隔の起源をさらに古代ローマの馬車にまで遡ることができるとする説もあったが後に否定されている。

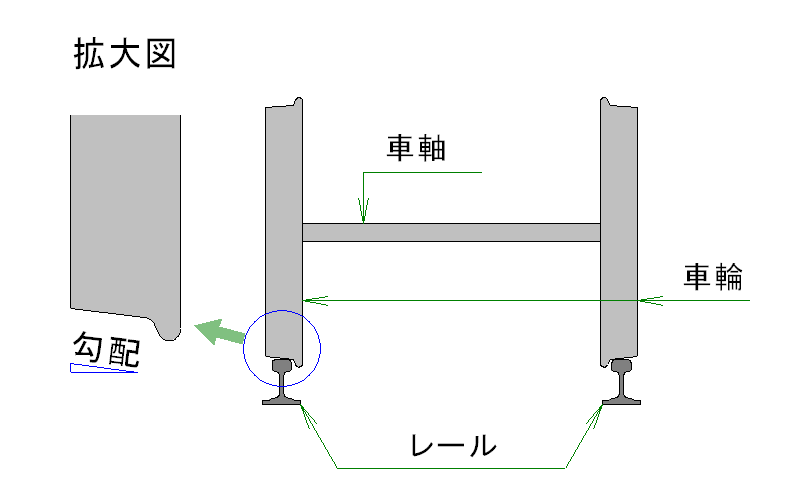
踏面勾配

標準軌が4フィート8 1⁄2インチという半端な値である理由は、以下の説が有力である。もともとは4フィート8インチだったものが、蒸気機関車の使用により速度が増したことで、曲線をスムーズに曲がれるよう踏面勾配をつけた車輪が発明された。このためには車輪がある程度左右に動けるようにしなければならないため、軌間を半インチ広げたというものである。この拡大が行われた時期については諸説あり、キリングワース炭鉱の時点ですでに4フィート8 1⁄2インチだったとするものから、ストックトン・アンド・ダーリントン鉄道で半インチ加えられたとするもの、リバプール・アンド・マンチェスター鉄道のレインヒル・トライアル前の線路改良で拡大が行われたとするものまである。もっとも、軌間の半インチ（メートル法に直せば12.7mm）程度の差は実用上はあまり問題にならず、特に当時の炭鉱鉄道の工事や保線の精度からは誤差の範囲内であったともいえる。
その他の説明として、小池滋は以下のような説を紹介している。この時代の炭鉱鉄道ではフランジのない一般道路用の馬車を走らせても脱線しないよう、外側に防護壁をつけたL字形レールを使っていたが、このレール外側の間隔をちょうど5フィートとしていた。フランジ付きの車輪を用いる鉄道車両では、レールの内側の間隔が重要となるが、それは外側の間隔から2本のレールの幅を除いたものであり、これが4フィート8 1⁄2インチという値になったという。

## 各地での普及

### イギリス
リバプール・アンド・マンチェスター鉄道の成功の後、鉄道はイングランド各地で急速に普及した。こうした鉄道プロジェクトの多くにはジョージ・スティーブンソンや息子のロバート・スティーブンソンが関わっており、4フィート8 1⁄2インチの軌間が採用された。
一方で、グレート・ウェスタン鉄道では、広軌のほうが優れているというイザムバード・キングダム・ブルネル技師長の主張により7フィート 1⁄4インチ（2140mm）という軌間を採用した。4フィート8 1⁄2インチ軌間の鉄道網と7フィート 1⁄4インチ軌間の鉄道網は1844年にグロスターで初めて接し、これにより異軌間で直通運転ができないことの不利益が顕在化した。4フィート8 1⁄2インチと7フィート1⁄4インチのどちらの軌間がふさわしいかは、技術者のみならず社交界や議会を巻き込んだ大きな論戦となった。なおイースト・アングリア地方のイースタン・カウンティズ鉄道も、技師長ジョン・ブレイスウェイトの見解により5フィート（1524mm）軌間を採用していたが、他社との直通のため1844年には全線を4フィート8 1⁄2インチに改軌した。

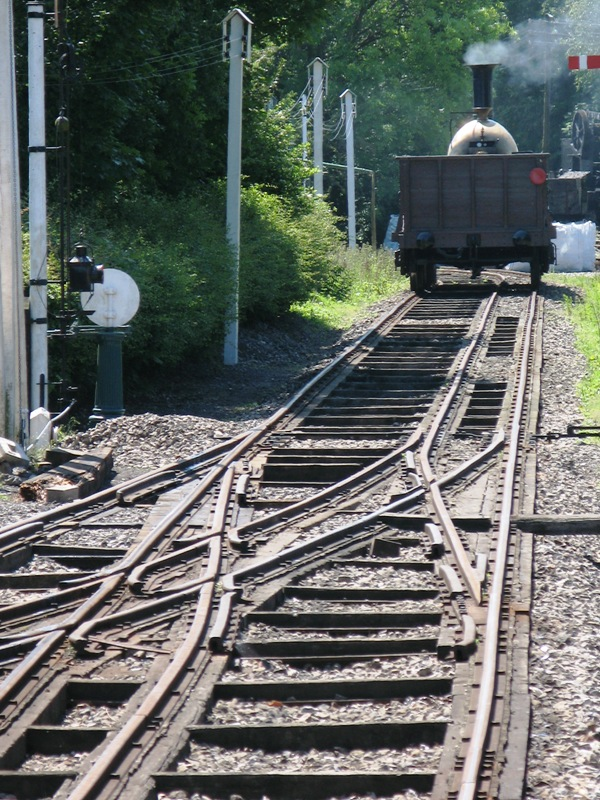
標準軌(1435mm)と広軌(2140mm)の三線軌条

1845年に王立委員会は、国防上の観点からも軌間の統一を法制化すべきと勧告した。また広軌のほうが蒸気機関車の性能がよいことは認めつつも、その差はわずかであり、4フィート8 1⁄2インチ軌間が7フィート1⁄4インチ軌間より多数派であることを理由として、より好ましいとした。引き続き1846年に軌間法で、グレートブリテン島の新規路線は4フィート8 1⁄2インチの軌間で建設されるべしと定めた。ただしコーンウォール、デヴォン、ドーセット、サマセットの各州のみは例外とされた。グレート・ウェスタン鉄道の広軌路線は少しずつ標準軌に改軌され、ロンドンからエクセターまでの幹線は三線軌条化された。最終的には1892年に全線改軌が完了し、グレートブリテン島の軌間は標準軌で統一された。
19世紀にはイギリス領の一部だったアイルランドでは、鉄道建設の初期の段階から4フィート8 1⁄2インチの他にも様々な広軌が用いられていたが、1846年の軌間法で5フィート3インチ（1600mm）が標準とされた。

### 大陸ヨーロッパ
イギリスに少し遅れて鉄道を開業させた大陸ヨーロッパ諸国では、初期の鉄道に関してスティーブンソン親子らイギリス人技術者の指導を仰いだ例が多い。また蒸気機関車も、スティーブンソン社をはじめとするイギリス製のものを輸入するか、ライセンスを受けて製造した。こうした鉄道は1435mm軌間となった。
ただし、一部の国や地域では、独自の観点から広軌を導入したところもある。オランダのホラント鉄道とオランダ・ライン鉄道やバーデン大公国の邦有鉄道、スイスのチューリッヒ-バーデン間の鉄道は、最初広軌で建設された。しかし周辺の鉄道がみな1435mm軌間を採用したことから、直通運転の必要のため同じ軌間に改軌した。
なおフランスにおいては、公式にはレールの中心の間隔を1500mmとする規格が採用されていた。このためレール内側の間隔（軌間）はレールの幅によって変わってしまうことになった。鉄道会社に出された建設許可では、レール内側の間隔は1440mmから1450mmとなっている。そのためフランスの軌間は厳密にはドイツやベルギーなどとは少し異なったが、この程度の差であれば実用上は直通運転に支障はなかった。その後20世紀初頭になって正式に1435mm軌間に改められた。
1886年にベルンで開催された鉄道規格統一会議において、ドイツ、フランス、イタリア、オーストリア＝ハンガリー、スイスの各国は、今後建設される鉄道路線の軌間は1435mm以上1440mm以下（直線区間）とすることで合意した。
一方で、スペインではブルネルの、ロシア帝国ではアメリカ人技術者ジョージ・ワシントン・ホイッスラーの提言を元に、それぞれ1435mmよりも広い広軌を採用した。両国があえて広軌を選んだ背景には、ナポレオン戦争の教訓を元に、他国に侵略された際に鉄道を利用されないようにするため故意に直通不可能な軌間にしたとする説もある。ポルトガルも隣国スペインと同様に広軌を採用した。ただし、ロシア帝国主権下のポーランド立憲王国でポーランド人により建設されたワルシャワ・ウィーン鉄道は1435mm軌間であった。その後もロシア・旧ソビエト連邦とイベリア半島の鉄道は標準軌に改軌されることはなく現代に至っている。ただしスペインの高速鉄道は、将来のフランスなど他国の高速鉄道との接続を考慮して、標準軌で建設された。そのため、1067mmが主流のなかで1435mm軌道を採用した日本の新幹線とは逆に、スペインでは高速鉄道のほうが一般鉄道よりも狭い軌道を走っていることになる。

### 北アメリカ
アメリカ合衆国の初期の鉄道では、イギリス製機関車を用いた北東部を中心に、4フィート8 1⁄2インチ軌間が普及した。ただしイギリスの影響力はヨーロッパほど強くなく、ペンシルベニア州やオハイオ州では4フィート10インチ（1473mm）、南部諸州では5フィート（1524mm）の軌間が主流となった。ニューヨーク州と内陸を結ぶエリー鉄道などは6フィート（1829mm）という広い軌間を採用した。1860年の時点で、4フィート8 1⁄2インチ軌間の鉄道は全体の54%にすぎなかった。
これが統一されるきっかけとなったのが、南北戦争と大陸横断鉄道の建設である。南北戦争では、軌間の異なる鉄道の間で乗り換えや貨物の積み替えが必要となることが、軍需輸送上の大きな問題点となった。大陸横断鉄道については、1862年に太平洋鉄道法が制定された際には、エイブラハム・リンカーン大統領はその軌間について5フィートを想定していたようである。しかし1863年の法律では、大陸横断鉄道の軌間は4フィート8 1⁄2インチとすることが定められた。その他の鉄道も順次4フィート8 1⁄2インチの標準軌に改軌され、1886年にはアメリカ合衆国の主要鉄道は標準軌に統一された。
カナダでは当初、イギリス植民地に多く見られる5フィート6インチ（1676mm）軌間が使われていた。しかしアメリカ合衆国との直通の必要から、1870年代に標準軌に改軌された。

### 東アジア

#### 中国
中国（清）で最初の本格的な鉄道は1881年に開業した唐胥線である。これは炭鉱の石炭輸送用の短距離路線にすぎなかったが、イギリス人技術者クロード・ウィリアム・キンダーの主張により1435mm軌間で建設された。これは将来北京と奉天（現瀋陽）を結ぶ京奉線の一部となることを見越したものであった。以後中国の鉄道網は、中国人によるものも外国資本によるものも含め、ほぼ標準軌で建設されてゆくことになる。
ただし、ロシアの東清鉄道のみは、シベリア鉄道と同じ広軌であった。日露戦争で東清鉄道の南半分が日本の南満洲鉄道となると、この部分は標準軌に改軌され、長春駅が境界駅となった。満洲事変ののち、東清鉄道の後身である中東鉄道が満洲国の国有鉄道となると、1937年までに全線が標準軌に改軌された。
中華人民共和国の成立後、中国の鉄道網は拡大を続けており、20世紀末の時点で標準軌鉄道の路線長はアメリカ合衆国に次ぎ世界第2位となっている。

#### 朝鮮半島
朝鮮半島での鉄道建設は、日韓併合以前から日本の主導で行われていたが、その軌間は日本本国とは異なり標準軌であった。1896年に朝鮮政府の定めた国内鉄道規則では、軌間は4フィート8インチ半とすることにされていた。その後1911年に鴨緑江橋梁が開通し、中国側の安奉線も狭軌から標準軌に改軌されたことで、中国の標準軌鉄道網との直通が可能になった。

#### 日本
日本では、1872年（明治4 - 5年）の鉄道開業時に3フィート6インチ（1,067 mm）の狭軌を選択した。これを国際標準軌（当時の日本では「広軌」と呼んだ）へ改軌する提案が何度か行われた。最初は1887年（明治20年）の陸軍の建議があり、1909年（明治42年）以降は後藤新平、仙石貢らが改軌を主張した。軌間を巡る政策は内閣の交替のたびに二転三転したが、原敬内閣成立後の1919年（大正8年）に国鉄の改軌計画は放棄された。一方で、1899年（明治32年）の大師電気鉄道（現・京急大師線）を皮切りとして、1900年代以降に建設された私鉄や公営の路面電車といった電気鉄道路線では国際標準軌を採用した例が多くあり、とくに関西私鉄では（日本では伝統的に広軌とされてきた）1,435mmがむしろ主流となっていった。
1938年（昭和13年）に始まった弾丸列車計画では、広軌（1,435 mm）の新線を建設する予定であったが、一部のトンネルなどが着工されたのみで中止された。1950年代には、東海道本線の輸送力逼迫に対する対策として複々線化、狭軌別線、広軌（1,435 mm）別線の3案が比較された結果、広軌別線案が採用され、1964年（昭和39年）に東海道新幹線として開業した。その後の各新幹線も1,435 mm軌間で建設され、1,067 mm軌間の在来線との直通は不可能であった。このためJR東日本は1992年（平成4年）に奥羽本線の一部、1997年（平成9年）に田沢湖線および奥羽本線の一部を改軌し、車両限界を在来線に合わせた「ミニ新幹線」としてフル規格の東北新幹線と直通運転を行なっている。

#### 台湾
台湾で最初の鉄道は1891年の基隆 - 台北間の鉄道であり、軌間は3フィート6インチ（1067mm）だった。その後の日本統治時代、中華民国時代とも、鉄道は1067mmまたはそれ未満の狭軌が用いられ続けた。しかし2007年開業の台湾高速鉄道は標準軌が採用され、日本やスペインと同様、高速鉄道と在来線で軌間が異なることになった。

### オーストラリア

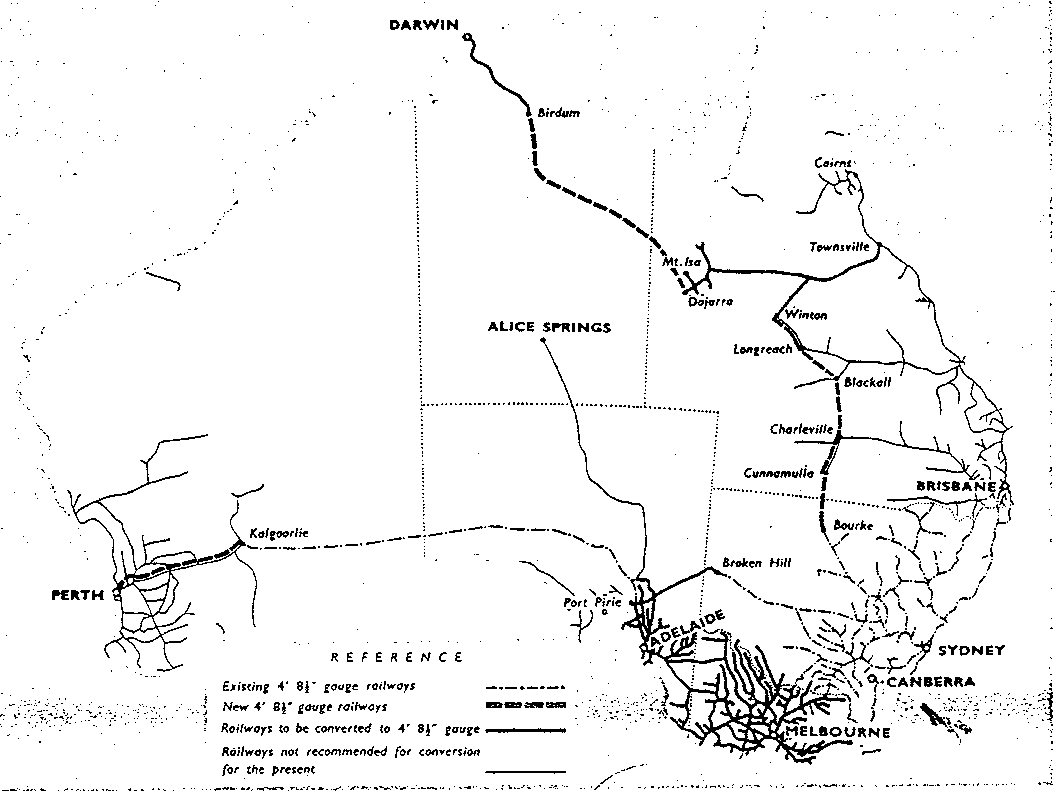
1945年のクラップ報告書による標準軌路線と改軌予定路線の図

イギリスの植民地だったオーストラリアでは、1901年の連邦成立まで後の各州がそれぞれ自治政府を有しており、鉄道政策もばらばらに行われていた。ニューサウスウェールズ植民地ではアイルランド出身の技術者により5フィート3インチ（1600mm）軌間が採用され、ビクトリア、南オーストラリア植民地もこれにならった。しかしニューサウスウェールズでは技術者がスコットランド出身者に交代し、その後はイギリス本国やヨーロッパ諸国で標準的な4フィート8 1⁄2インチ軌間に変更されたため、隣の植民地州と軌間が異なってしまった。さらに、それらより遅れて鉄道を開業させたクイーンズランドや西オーストラリア、それに南オーストラリアの一部などでは、他のイギリス植民地でも多く利用され建設費も安い3フィート6インチ（1067mm）軌間を使ったため、オーストラリア大陸には3種類の軌間が混在することになった。
1901年の連邦成立後、連邦政府は軌間を標準軌へ統一しようとしたが、その動きは遅かった。1917年にポートオーガスタとカルグーリーの間で開通した大陸横断鉄道は、両端で接続する鉄道が狭軌だったにもかかわらず、標準軌で建設された。第二次世界大戦が終わってしばらく経った1950年代以降になってようやく、主要路線の改軌（三線軌条化なども含む）が本格化した。シドニー - パース間が標準軌で直通可能になったのは1969年であり、1995年には5大都市（州都）がすべて標準軌鉄道で結ばれた。

### 中央アジア
東アジアと西アジア・ヨーロッパの標準軌鉄道は直接には結ばれておらず、旧ソ連の1520mm軌間の鉄道を介する必要がある。しかしカザフスタンとトルクメニスタンで新たに標準軌鉄道を建設することにより、中国とイランの標準軌鉄道を接続する計画がある。またこれとは別に、キルギス、タジキスタン、アフガニスタン経由でも、中国とイランを標準軌で結ぶことも計画されている。

## 標準軌を採用している国

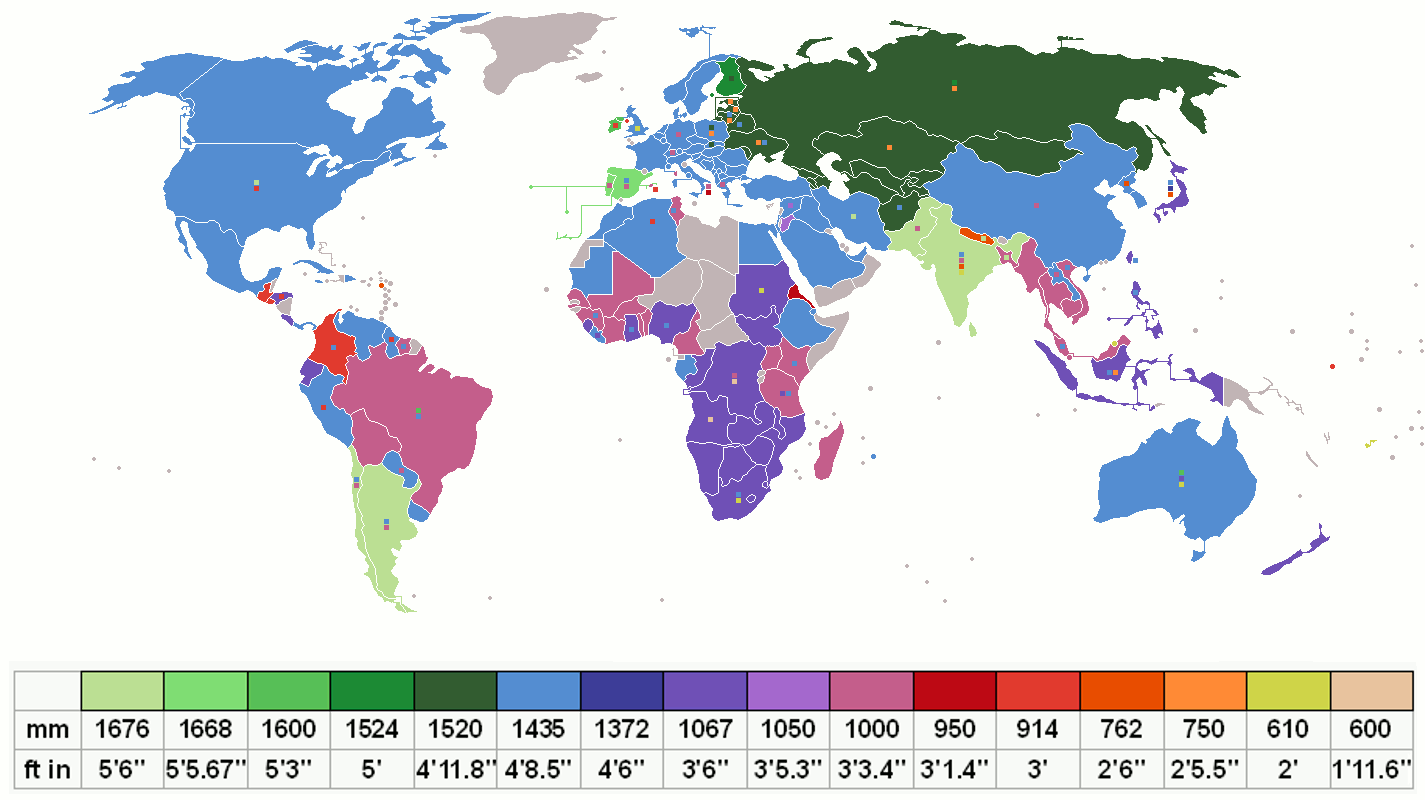
各国の軌間。水色が標準軌

標準軌を主な軌間として採用している国・地域は以下の通り。なお同国内でも一部の地方や軽便鉄道、都市部の地下鉄、路面電車などではこれと異なる軌間も用いられていることがある。

### ヨーロッパ
- イギリス（北アイルランドを除く）
- ヨーロッパ大陸の大部分 - スペインの在来線、ポルトガル、旧ソビエト連邦諸国、フィンランド（いずれも広軌）を除く。なお、スペインのAVEは標準軌。

### アジア
- 西アジア
  - トルコ
  - シリア（ヒジャーズ鉄道・1050mmを除く）
  - レバノン
  - イスラエル
  - パレスチナ
  - ヨルダン（ヒジャーズ鉄道・1050mmを除く）
  - イラン
  - イラク
  - サウジアラビア
- 中央アジア
  - カザフスタン（ごく一部）
- 東アジア
  - 中国
  - 香港（香港MTRの一部は軌間を1432mmとしている）
  - 大韓民国
  - 朝鮮民主主義人民共和国
  - 台湾
    - 台湾高速鉄道
    - 台北地下鉄
    - 高雄地下鉄
    - 桃園機場捷運
    - 台中地下鉄

  - 日本
- 東南アジア
  - ベトナム
    - ハノイ以北[38]

  - ラオス
- 南アジア
  - インド（一部）[39]

### アフリカ
- エジプト
- アルジェリア
- モロッコ
- モーリタニア
- ガボン
- リベリア
  - ボン鉱業会社線
  - ラムコ鉄道[40]
- チュニジア
  - チュニス以西[41]
- ギニア
  - ボケ鉄道
  - キンディア・ボーキサイト鉄道[42]
- ナイジェリア
  - イタクペ（英語版）鉱山 - アジャオクタ（英語版）製鋼所間[43]
- ケニア
  - モンバサ・ナイロビ標準軌鉄道
- エチオピア
  - アディスアベバ・ジブチ鉄道
- ジブチ
  - アディスアベバ・ジブチ鉄道

### 北アメリカ
- アメリカ合衆国
- カナダ
- メキシコ
- キューバ
- ドミニカ共和国
- ジャマイカ
- パナマ
  - パナマ運河鉄道[44]
- グアテマラ（一部）[39]

### 南アメリカ
- ベネズエラ
- ペルー
- パラグアイ
- ウルグアイ
- スリナム(一部)
- ガイアナ(一部)
- パラグアイ
- アルゼンチン
  - ウルキサ将軍鉄道
- ブラジル(一部)[39]

### オセアニア
- オーストラリア

### 都市鉄道
路面電車や地下鉄などの都市鉄道でのみ標準軌が採用されている例。
- タイ
  - バンコク・スカイトレイン
  - バンコク・メトロ
  - エアポート・レール・リンク
- マレーシア・クアラルンプール
  - KLIAエクスプレス
  - ラピドKL
  - マス・ラピッド・トランジット（地下鉄）
- シンガポール
  - マス・ラピッド・トランジット（地下鉄）
- フィリピン
  - マニラ・ライトレール・トランジット・システム
  - マニラ・メトロレール
- 南アフリカ共和国
  - ハウトレイン
- チリ
  - サンティアゴ地下鉄
- ポルトガル
- ロシア
- ニュージーランド[45]

### 国別の路線長一覧
標準軌鉄道の存在する国・地域とその路線長、同国内での割合は以下の通り。ただし路線長や割合に関しては、どの路線を計上するかや距離の算出基準により異なるため、ここでは岡雅行・山田俊明による20世紀末時点でのもの（Railway Gazette Railway Directory 2001を元に補正、1432mmから1445mmを標準軌とする）とザ・ワールド・ファクトブックウェブ版によるものを掲載した。
| 国・地域                 | 岡 & 山田      | ザ・ワールド・ファクトブック | 備考                                          |
| ------------------------ | -------------- | ---------------------------- | --------------------------------------------- |
| アルバニア               | 447km (100%)   | 339km (100%)                 |                                               |
| イギリス                 | 17932km (097%) | 16151km (098%)               | 他に1600mm軌間（北アイルランド）。            |
| イタリア                 | 18630km (095%) | 18611km (092%)               | 他に950mm軌間など。                           |
| ウクライナ               | 49km (0.2%)    | 0km (000%)                   | 最多は1520/1524mm軌間。                       |
| オーストリア             | 5993km (089%)  | 5927km (093%)                | 他に1000mm軌間など。                          |
| オランダ                 | 3494km (100%)  | 2896km (100%)                |                                               |
| ギリシア                 | 1617km (062%)  | 1565km (061%)                | 他に1000mm軌間など。                          |
| クロアチア               | 2699km (098%)  | 2722km (100%)                |                                               |
| コソボ                   | -              | 430km (100%)                 |                                               |
| スイス                   | 3790km (069%)  | 3846km (079%)                | 他に1000mm軌間など。                          |
| スウェーデン             | 12861km (097%) | 11568km (099%)               |                                               |
| スペイン                 | 758km (5.0%)   | 1392km (9.1%)                | 最多は1668mm軌間。                            |
| スロバキア               | 3507km (091%)  | 3473km (096%)                | 他に1000mm、1520mm軌間など。                  |
| スロベニア               | 1201km (100%)  | 1228km (100%)                |                                               |
| セルビア                 | -              | 3379km (100%)                |                                               |
| チェコ                   | 9716km (099%)  | 9449km (100%)                |                                               |
| デンマーク               | 2860km (100%)  | 2667km (100%)                |                                               |
| ドイツ                   | 47710km (097%) | 41722km (099%)               |                                               |
| ノルウェー               | 4242km (099%)  | 4169km (100%)                |                                               |
| バチカン市国             | 1km (100%)     | 鉄道の記載なし               |                                               |
| ハンガリー               | 8902km (098%)  | 7802km (097%)                |                                               |
| フランス                 | 30310km (097%) | 29473km (099%)               |                                               |
| ブルガリア               | 4357km (091%)  | 4072km (098%)                |                                               |
| ベラルーシ               | 20km (0.3%)    | 25km (0.5%)                  | 最多は1520mm                                  |
| ベルギー                 | 3631km (092%)  | 3233km (100%)                | 他に1000mm軌間（岡 & 山田）。                 |
| ボスニア・ヘルツェゴビナ | 1043km (100%)  | 601km (100%)                 |                                               |
| ポーランド               | 21936km (093%) | 19029km (098%)               | 他に1524mm軌間など。                          |
| ポルトガル               | 28km (0.9%)    | 0km (000%)                   | 都市鉄道のみ（岡 & 山田）。最多は1668mm軌間。 |
| マケドニア               | 699km (100%)   | 699km (100%)                 |                                               |
| モナコ                   | 2km (100%)     | 鉄道の記載なし               |                                               |
| モンテネグロ             | -              | 250km (100%)                 |                                               |
| ユーゴスラビア           | 4031km (097%)  | -                            |                                               |
| リトアニア               | 22km (1.1%)    | 0km (000%)                   | 最多は1520mm軌間。                            |
| リヒテンシュタイン       | 19km (100%)    | 9km (100%)                   |                                               |
| ルクセンブルク           | 280km (100%)   | 275km (100%)                 |                                               |
| ルーマニア               | 11235km (096%) | 10645km (099%)               |                                               |
| ロシア                   | 112km (0.1%)   | 0km (000%)                   | 都市鉄道のみ（岡 & 山田）。最多は1520mm軌間。 |

1. 1 2 3  「ユーゴスラビア」として記載。
2. ↑  2019年に「北マケドニア」に改称。
3. ↑  コソヴォ、セルビア、モンテネグロの各項参照

| 国・地域               | 岡 & 山田      | ザ・ワールド・ファクトブック | 備考                                                       |
| ---------------------- | -------------- | ---------------------------- | ---------------------------------------------------------- |
| イスラエル             | 610km (100%)   | 975km (100%)                 |                                                            |
| イラク                 | 2032km (100%)  | 2272km (100%)                |                                                            |
| イラン                 | 6448km (099%)  | 8348km (099%)                |                                                            |
| インド                 | 66km (0.1%)    | 0km (000%)                   | 最多は1676mm軌間、他に1000mmなど。                         |
| カザフスタン           | 107km (0.8%)   | 0km(000%)                    | 最多は1520mm軌間。                                         |
| サウジアラビア         | 1394km (100%)  | 1378km (100%)                |                                                            |
| シリア                 | 1771km (084%)  | 1801km (088%)                | 他に1050mm軌間。                                           |
| シンガポール           | 91km (070%)    | 鉄道の記載なし               | 都市鉄道のみ（岡 & 山田）。                                |
| タイ                   | 24km (0.6%)    | 29km (0.7%)                  | 都市鉄道のみ（岡 & 山田）。最多は1000mm軌間。              |
| 大韓民国               | 3517km (100%)  | 3381km (100%)                |                                                            |
| 朝鮮民主主義人民共和国 | 3605km (080%)  | 5242km (100%)                | 他に760/762mm軌間など（岡 & 山田）。                       |
| 中華人民共和国         | 60117km (093%) | 86000km (100%)               | 台湾を含まず。他に760/762mm、1000mm軌間など（岡 & 山田）。 |
| 台湾                   | 10km (0.4%)    | 345km (22%)                  | 最多は1067mm軌間。                                         |
| トルコ                 | 8715km (100%)  | 8699km (100%)                |                                                            |
| 日本                   | 3796km (014%)  | 4251km (016%)                | 最多は1067mm軌間。                                         |
| フィリピン             | 15km (3.5%)    | 0km (000%)                   | 都市鉄道のみ（岡 & 山田）。最多は1067mm軌間。              |
| ベトナム               | 480km (016%)   | 527km (020%)                 | 最多は1000mm軌間。                                         |
| マレーシア             | 27km (1.5%)    | 57km (3.1%)                  | 都市鉄道のみ（岡 & 山田）。                                |
| レバノン               | 317km (079%)   | 319km (080%)                 | 他に1050mm軌間。                                           |

1. ↑  台湾高速鉄道開業前のデータであり、都市鉄道のみ。
2. ↑  他に1067mm軌間との混合軌間486kmがあるとしている。

| 国・地域     | 岡 & 山田     | ザ・ワールド・ファクトブック | 備考               |
| ------------ | ------------- | ---------------------------- | ------------------ |
| アルジェリア | 3138km (074%) | 2888km (073%)                | 他に1055mm軌間。   |
| エジプト     | 5109km (098%) | 5083km (100%)                |                    |
| ガボン       | 649km (100%)  | 649km (100%)                 |                    |
| ギニア       | 236km (020%)  | 238km (020%)                 | 最多は1000mm軌間。 |
| チュニジア   | 546km (024%)  | 471km (022%)                 | 最多は1000mm軌間。 |
| ナイジェリア | 53km (1.5%)   | 0km (000%)                   | 最多は1067mm軌間。 |
| モーリタニア | 704km (100%)  | 728km (100%)                 |                    |
| モロッコ     | 1907km (100%) | 2067km (100%)                |                    |
| リベリア     | 345km (070%)  | 345km (080%)                 | 他に1067mm軌間。   |

| 国・地域       | 岡 & 山田       | ザ・ワールド・ファクトブック | 備考                                         |
| -------------- | --------------- | ---------------------------- | -------------------------------------------- |
| アメリカ合衆国 | 265991km (100%) | 224792km (100%)              |                                              |
| カナダ         | 57586km (100%)  | 46552km (100%)               |                                              |
| キューバ       | 約9700km (078%) | 8322km (097%)                | サトウキビ運搬鉄道を含む。                   |
| グアテマラ     | 285km (027%)    | 0km (000%)                   | 最多は914mm軌間。                            |
| ジャマイカ     | 272km (100%)    | 鉄道の記載なし               |                                              |
| ドミニカ共和国 | 375km (050%)    | 142km (100%)                 | 他に760/762mm、1067mm軌間など（岡 & 山田）。 |
| メキシコ       | 17240km (100%)  | 17166km (100%)               |                                              |

| 国・地域     | 岡 & 山田     | ザ・ワールド・ファクトブック | 備考                                                          |
| ------------ | ------------- | ---------------------------- | ------------------------------------------------------------- |
| アルゼンチン | 2826km (8.0%) | 2780km (7.5%)                | 最多は1676mm軌間で他に1000mm軌間も存在。                      |
| ウルグアイ   | 1903km (100%) | 1641km (100%)                |                                                               |
| ガイアナ     | 40km (045%)   | 鉄道の記載なし               |                                                               |
| コロンビア   | 179km (011%)  | 150km (017%)                 | 最多は950mm軌間。                                             |
| スリナム     | 80km (048%)   | 鉄道の記載なし               | 他に1000mm軌間（岡 & 山田）。                                 |
| チリ         | 38km (0.5%)   | 0km (000%)                   | 都市鉄道のみ（岡 & 山田）。他に1676mm・1000mm・1067mm軌間等。 |
| パラグアイ   | 441km (042%)  | 36km (100%)                  | 他に760/762mm、1000mm軌間等（岡 & 山田）。                    |
| ブラジル     | 194km (0.7%)  | 194km (0.7%)                 | 最多は1000mm軌間で他に1600mm軌間も存在。                      |
| ベネズエラ   | 819km (100%)  | 806km (100%)                 |                                                               |
| ペルー       | 1725km (085%) | 1772km (093%)                | 他に914mm軌間。                                               |

| 国・地域         | 岡 & 山田      | ザ・ワールド・ファクトブック | 備考                                          |
| ---------------- | -------------- | ---------------------------- | --------------------------------------------- |
| オーストラリア   | 21927km (044%) | 21674km (056%)               | 他に1600mm、1067mm軌間など。                  |
| ニュージーランド | 3km (0.1%)     | 0km (000%)                   | 都市鉄道のみ（岡 & 山田）。最多は1067mm軌間。 |

## 日本の標準軌路線
日本で標準軌を採用しているのは、新幹線、JR田沢湖線等在来線のミニ新幹線区間、近畿圏および東京を中心とする大手私鉄、地下鉄、路面電車等である。日本に現存する標準軌幅の営業用路線はすべて電化路線であり、日本が領有していた外地を除くと、過去を含めても営業用の路線として非電化だったのは琴平電鉄塩江線が唯一の例である。
なお、昭和中期ごろまではこの1,435mm軌間を「広軌」と呼ぶのが一般的であり、公文書上でも1,435mm軌間を広軌と表現していたこともあった。理由は在来線に多く使用されている狭軌（1,067mm軌間）が標準的であり、それより広いためである。そのため、伝統的に標準軌が主流の関西私鉄の一つである近畿日本鉄道（近鉄）ですら、同様の理由で1,435mm軌間の路線を「広軌」と公式には称している。しかし、近年では国際的な広軌幅の呼称との混同を防ぐため、日本において1,435mm軌間を意味するためには本項目の「標準軌」の用語が基本的に使用されることが増えている。
- JR（新幹線および、法律上の在来線のうち新幹線車両のみが走行する路線）
  - 東海道新幹線・山陽新幹線・九州新幹線・西九州新幹線
  - 東北新幹線・上越新幹線・北陸新幹線
  - 北海道新幹線（ただし海峡線との共用区間（新中小国信号場 - 木古内間）は狭軌と標準軌の三線軌条）
  - 博多南線（山陽新幹線車両が直通）
  - 上越線支線越後湯沢 - ガーラ湯沢間（上越新幹線車両が直通）
- JR（在来線のうち新幹線車両が直通する路線。いわゆるミニ新幹線）
  - 奥羽本線福島 - 新庄間（東北新幹線から専用車両が直通、通称山形新幹線。同区間を走行する普通列車の運行系統上の路線名は通称山形線。ただし山形 - 羽前千歳間は狭軌と標準軌の単線並列）
  - 奥羽本線大曲 - 秋田間（東北新幹線から専用車両が直通、通称秋田新幹線の一部。同区間は狭軌と標準軌の単線並列、標準軌は東側軌道（軌間変更前の上り線に相当）。ただし神宮寺 - 峰吉川間の西側軌道（軌間変更前の下り線に相当）は狭軌と標準軌の三線軌条）
  - 田沢湖線（東北新幹線から専用車両が直通、通称秋田新幹線の一部）
- 私鉄
  - 東京地下鉄（銀座線・丸ノ内線・丸ノ内線分岐線）
  - 京成電鉄
  - 北総鉄道
  - 芝山鉄道
  - 京浜急行電鉄（逗子線金沢八景 - 神武寺間の上り線は狭軌と標準軌の三線軌条）
  - 小田急箱根（鉄道線入生田 - 強羅間〈ただし入生田 - 箱根湯本間は狭軌と標準軌の三線軌条〉）
  - 十国峠（十国鋼索線）
  - 大阪市高速電気軌道
  - 近畿日本鉄道（南大阪線系統・生駒鋼索線は狭軌）
  - 京阪電気鉄道（鋼索線のみ狭軌）
  - 阪急電鉄
  - 阪神電気鉄道
  - 山陽電気鉄道
  - 能勢電鉄
  - 京福電気鉄道（嵐山本線・北野線）
  - 叡山電鉄
  - 阪堺電気軌道
  - 北大阪急行電鉄
  - 高松琴平電気鉄道（四国地方唯一）
  - 広島電鉄（新幹線を除けば中国地方唯一）
  - 筑豊電気鉄道
  - 西日本鉄道（貝塚線のみ狭軌）
  - 長崎電気軌道
- 公営
  - 仙台市交通局（東西線）
  - 東京都交通局（浅草線・大江戸線）
  - 横浜市交通局
  - 名古屋市交通局（東山線・名城線・名港線）
  - 京都市交通局
  - 神戸市交通局（旧北神急行電鉄区間を含む）
  - 福岡市交通局（七隈線）
  - 熊本市交通局
  - 鹿児島市交通局
- 廃止された路線
  - 川崎市交通局（川崎市電）
  - 京都市交通局（京都市電）（旧京都電気鉄道買収区間を除く）
  - 愛宕山鉄道 - 平坦線
  - 大阪市交通局（大阪市電）
  - 南海電気鉄道（平野線・大浜支線）
  - 神戸市交通局（神戸市電）
  - 播電鉄道
- 改軌された路線（事業者として現存しないもの）
  - 松山電気軌道 - 全線 - 伊予鉄道への合併後、全線を1067mmに改軌（一部は廃止）

この他、上掲社局の廃止路線にも該当例がある。なお、北海道、北陸地方、甲信越地方には過去にも現在にも標準軌を一切導入していない（いずれも新幹線を除く）。

## ローカルな用法
ローカルな用法として、1435mm以外の軌間が大部分を占める国や地域では、それらのうち最も主流な軌間を「標準軌」と呼ぶことがあった。たとえば日本では、かつて旧国鉄の在来線の軌間である1067mmが「標準軌」と呼ばれ、新幹線などの1435mm軌間を「広軌」と呼んだことがあった。「標準軌」が1067mm軌間を指すか1435mm軌間を指すか分かりにくいため、1435mm軌間のことを「国際標準軌」(international standard gauge)と呼んで区別することもあった。各地の新幹線網が発達し、ある程度は国際標準軌が社会においても定着したため、この用法は現在の日本では廃れつつあり、単に「標準軌」といえばほぼ間違いなく1435mm軌間のことを指す。